# 李鸿章遇刺事件
李鸿章遇刺事件指的是公元1895年3月中国清朝直隶总督兼北洋大臣李鸿章作为外交代表在日本马关商定中日甲午战争的停战条件时，被日本狂热右翼青年小山豊太郎暗杀未遂的事件。这一事件对中日后续的谈判以及《马关条约》的签订都造成了一定的影响。

## 事件经过
1895年3月，为了出席甲午战争后的下关和会，李鸿章和其养子李经方以及伍廷芳等125名随从乘坐德国轮船从天津出发抵达日本福冈县门司港（现北九州市）。。这是73岁高龄的李鸿章第一次访问外国，西方媒体也对此进行了广泛的报道。3月20日，日方全权代表首相伊藤博文以及外務大臣陆奥宗光与李鸿章等一行人在春帆樓展开了第一轮谈判。